# 广东开放大学
广东开放大学，加挂广东理工职业学院牌子，是位于广东省广州市的一所公办成人高等学校暨公办高等职业学校。

## 历史
1978年11月，教育部批准广东省人民政府成立广东省广播电视大学（简称广东电大、省电大）。广东电大是以现代信息技术为支撑，主要面向成人开展远程开放教育的高等学校。
2005年，成立公办高等职业学校广东理工职业学院（简称广理工职院），在广东电大加挂牌子。广理工职院是经广东省人民政府批准、国家教育部备案的广州市属普通高校。
2012年12月26日，中华人民共和国教育部印发《教育部关于同意广东广播电视大学更名为广东开放大学的函》（教发函[2012]287号），正式更名为广东开放大学。

## 院系设置
广东开放大学（广东理工职业学院）设置下列院系（部）：
- 国家开放大学广东分部业务部
- 人工智能学院
- 工程技术学院（物联网学院）
- 机电工程学院（标准化学院）
- 机器人学院
- 经济管理学院
- 法律与行政学院（健康产业学院）
- 文化传播与设计学院
- 应用外国语学院
- 乡村振兴学院
- 马克思主义学院
- 公共教学部